# Russisch-Schwedischer Krieg (1808–1809)
Der Russisch-Schwedische Krieg (1808–1809) war ein Krieg zwischen dem Russischen Kaiserreich und Schweden um die Vorherrschaft im damals schwedischen Finnland. Den Hintergrund bildete nach dem Frieden von Tilsit die Beteiligung Russlands an der Kontinentalsperre Napoleons gegen Großbritannien (Russisch-Britischer Krieg (1807–1812)), das mit Schweden verbündet war. Russland versuchte, die Kontrolle über den Finnischen Meerbusen zu erlangen, um die Hauptstadt Sankt Petersburg gegen potenzielle englische Angriffe abzusichern. Als traditioneller Verbündeter Russlands gegen Schweden trat Dänemark auf.
Der Krieg begann am 21. Februar 1808 mit dem Einfall der russischen Truppen in Finnland. Die russischen Truppen von 24.000 Mann waren den schwedisch-finnischen Truppen – von 13.000 und 8.000 Mann – zahlenmäßig überlegen. Sie errangen zahlreiche Siege über die Schweden unter General Johan August Sandels und besetzten Helsingfors, Tavastehus, die Küste zwischen Åbo und Vasa, eroberten die Åland-Inseln, die Insel Gotland und die Festung Sveaborg. Nach dem unmittelbaren Eintritt Englands in das Kriegsgeschehen mussten die Russen zwischenzeitlich die zuvor eingenommenen Inseln sowie einige Städte auf dem Festland räumen und zur Verteidigung übergehen.
Der einzige Sieg der Schweden in dieser Zeit war der Sieg von Sandels am 27. Oktober 1808 in der Schlacht an der Virtabrücke (Koljonvirta), bei der die untergebenen Offiziere Oberst Gustaf Fahlander, Major Carl Wilhelm Malm sowie Major Joachim Zachris Duncker eine wichtige Rolle spielten. Eine russische Offensive im März 1809 verlagerte die zahlreichen Schlachten dieses Krieges von Finnland nach Schweden. In der Schlacht bei Piteå am 25. August 1809 wurde die Hauptarmee Schwedens besiegt und Schweden dadurch de facto zur Kapitulation gezwungen. Am 2. September schloss man zunächst den Waffenstillstand von Förstkåge und führte Friedensverhandlungen, die mit dem Friedensvertrag von Fredrikshamn am 17. September 1809 endeten. Durch den Vertrag festigte Russland seine Macht im Ostseeraum. Finnland wurde als Großfürstentum Finnland autonomer Bestandteil des Russischen Kaiserreiches. Die Personalunion mit Russland hatte bis zur Abdankung des letzten russischen Zaren Nikolaus II. im Jahr 1917 Bestand.

## Nachwirkungen
Laut zwei Studien der Politikwissenschaftler Jan Teorell und Bo Rothstein aus dem Jahr 2015 führte Schwedens Niederlage im finnischen Krieg zu Reformen der schwedischen Bürokratie. Vor 1809 hatte Schweden den Ruf, eines der korruptesten Länder Europas zu sein, aber der Verlust im Krieg schuf die Wahrnehmung einer existenziellen Bedrohung im Osten für Schweden und motivierte die schwedischen Eliten, seine Bürokratie zu reformieren. Die Motivation hinter den Reformen war, den schwedischen Staat effektiver und funktionsfähiger zu machen und so vor der existenziellen Bedrohung im Osten zu schützen.